# 道格拉斯 (丹地)

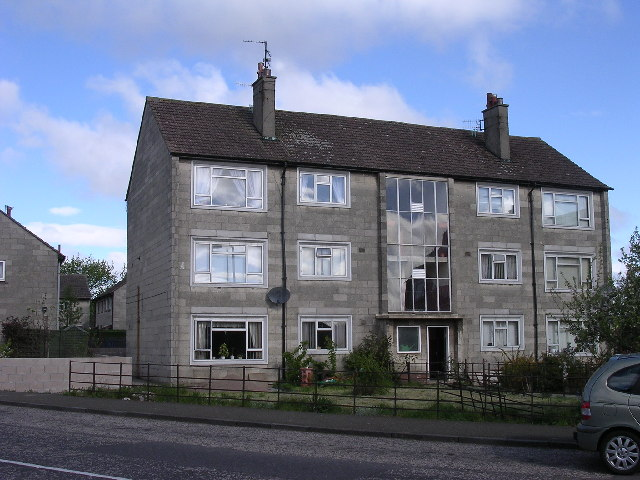
道格拉斯的住宅

道格拉斯與安格斯（英語：Douglas and Angus，通常稱為道格拉斯）是位於蘇格蘭鄧迪東部的地方，北面是惠特菲尔德，東面是布劳蒂费里。道格拉斯東部有一座米其林輪胎工廠，是英國首個使用風力發電的輪胎工廠。在鄧迪許多地方都能看到工廠那兩座風力發動機。